# Guillem IX de Montferrat
Guillem IX de Montferrat, fou marquès de Montferrat del 1494 al 1518.
Va heretar el títol, encara molt jove, a la mort del seu pare. La seva política favorable amb França el va enemistar amb Milà. Va haver d'enfrontar-se a la conspiració d'Odó d'Incisa.

## Un jove marquès
El seu pare, Bonifaci III de Montferrat, va tenir descendència quan ja era molt gran i Guillem va haver d'assumir el títol de marquès amb només vuit anys, quan el 1494 va morir el pare. La responsabilitat de govern va quedar repartida entre la mare, Maria Branković i el seu conseller, Constantí Arianita.
Va acceptar la proposta del rei de França que, mitjançant la unió matrimonial amb la princesa Anna d'Alençon, volia aproximar aquest estat al seu per aturar la creixent importància del Ducat de Savoia i del Ducat de Milà.
Guillem va estar encarregat de protegir l'exèrcit francès quan travessava els Alps durant la retirada d'una campanya a Milà el 1513. Maximilià Sforza, duc de Milà, li va exigir el pagament 30.000 escuts si no volia tenir represàlies.
El pacte amb Maximilià no va ser respectat per Guillem, les tropes dels Sforza van penetrar en el marquesat i van saquejar moltes ciutats. En aquest moment, informat que el seu parent llunyà Odó, marquès d'Incisa, aliat de Lluís Maria Sforza, volia coronar-se com a marquès de Montferrat. Lluís M Sforza va ser fet presoner del francesos el 1500 i Odó va conspirar llavors amb Carles III de Savoia, vicari de l'emperador Carles V del Sacre Imperi Romanogermànic. Guillem ho va descobrir i va ocupar militarment la ciutat d'Incisa el 1514, la qual va annexionar i va condemnar a mort Odó i el seu fill, Badone. Aquesta condemna li va costar a Guillem una violenta reacció imperial, ja que la ciutat d'Incisa n'era part. L'emperador va decretar nul·la l'annexió i va donar ordre a Guillem de sotmetre's a judici. D'aquest judici, Guillem en va quedar exculpat.
La mort el va sorprendre el 1518, i els seus fills van quedar sota la protecció de la marquesa Anna d'Alençon.

## Descendència
Guillem es va casar el 31 d'octubre del 1508, a l'església de St. Sauveur de Blois, amb la princesa Anna d'Alençon, filla de Renat de Valois, duc d'Alençon i de Margarida de Lorena-Vaudémont. Els seus fills van ser:
- Maria (1509 – 1530), que es va casar el 1517 amb Frederic Gonzaga, marquès de Màntua, però el matrimoni seria després anul·lat al·legant que l'esposa només tenia 8 anys i l'anul·lació va arribar poc abans de la mort de Maria.
- Margarida (1510-1566), que es va casar el 1531 amb Frederic Gonzaga;
- Bonifaci (1512-1530), que va ser marquès de Montferrat.